# Body Wars
Body Wars était une attraction du parc Epcot de Walt Disney World Resort, située dans le pavillon Wonders of Life.

## Historique
Elle ouvre le 19 octobre 1989 et utilise un système de simulateur de vol équivalent à Star Tours.
Le 4 janvier 2005, Disney prend la décision de n'ouvrir le pavillon et donc l'attraction que durant les vacances et les mois d'été.
Le 1er janvier 2007, l'attraction ferme définitivement ses portes.

### L'histoire
Le visiteur entre dans la file d'attente en tant que membre de "l'équipe d'observation" et les haut-parleurs l'informent qu'il doit passer par les niveaux 1 et 2 des écrans de purification dermique avant d'entrer dans le véhicule d'examen. Des messages informent le visiteur sur les différentes baies d'exploration.
Sur un écran, le Dr. Cynthia Lair miniaturisée pour observer une écharde, prévient les visiteurs qu'ils doivent embarquer dans le module Bravo 229 pour être eux aussi miniaturisés afin de la rejoindre. Elle indique que le pilote sera le Capitaine Braddock.
À l'intérieur du module Bravo 229, les visiteurs vont de la baie jusqu'à la salle de miniaturisation où des techniciens pointent un faisceau de particules sur le vaisseau. Ainsi rétréci, le vaisseau est injecté sous la peau. Des globules blancs sont en train d'entamer l'écharde lorsque le vaisseau rejoint le docteur Lair. Alors qu'elle se lance dans le comptage des cellules, elle est aspirée par le flux d'un vaisseau capillaire. Le capitaine la poursuit et arrive dans une zone non autorisée. Le vaisseau traverse le cœur en passant par le ventricule droit puis arrive aux poumons où la doctoresse est attaquée par un globule blanc.
Le capitaine utilise ses lasers pour libérer le docteur mais le vaisseau arrive à court d'énergie. Lair suggère de rejoindre le cerveau pour récupérer de l'énergie. Le vaisseau passe par l'oreillette gauche puis l'artère pour aller vers le cerveau. Après avoir percuté un neurone, le vaisseau retrouve son énergie et peut ressortir pour retrouver sa taille normale.

## L'attraction
L'attraction est un simulateur de vol embarquant 45 passagers pour un voyage dans le flux sanguin. Quatre vaisseaux de 26 tonnes chacun sont présents dans l'attraction et permettent de simuler le voyage microscopique déjà envisagé en 1966 dans le film Le Voyage fantastique.
Le film est une démonstration d'un examen médical de routine pratiqué par une immunologiste, le Dr Cynthia Lair, déjà présente dans le corps du patient et que les visiteurs doivent rejoindre. Mais comme en médecine rien n'est totalement prévisible, les passagers seront embarqués par le flux sanguin, secoués et percutés dans les méandres du corps humain.
- Ouverture : 19 octobre 1989
- Conception : Walt Disney Imagineering
- Effets spéciaux : Industrial Light & Magic
- Partenaire : MetLife (October 19, 1989 - June 2001)
- Réalisateur : Leonard Nimoy
- Distribution :
  - Tim Matheson : Capitaine Braddock
  - Dakin Matthews : Mission Commander
  - Elisabeth Shue : Dr. Cynthia Lair
- Véhicules :
  - Nombre de simulateurs: 4
  - Noms des véhicules : (attention les baies et noms sont purement fictifs car chaque simulateur porte le nom Bravo 229)
    - Baie 1 : "Zulu 714"
    - Baie 2 : "Bravo 229"
    - Baie 3 : "Sierra 657" et "Foxtrot 817"
    - Baie 4 : "Charlie 218"

  - Capacité : 45 passagers
  - Poids : 26 tonnes
- Durée : 5 min.
- Taille minimale requise pour l'accès : 1,02 m.
- Type d'attraction : simulateur de vol
- Situation : 28° 22′ 31″ N, 81° 32′ 48″ O